# Dan Bedoya
Danel Bedoya Velez (Medellín, Antioquia, Colombia; 13 de febrero de 1994) es un futbolista colombiano. Juega de centrocampista y su equipo actual es el Albion SD de la NISA de Estados Unidos.

## Trayectoria

### Inicios
Bedoya jugó en la academia del New York Red Bulls en 2011, donde fue parte del equipo sub-18. Además jugo al fútbol universitario en la Universidad de San Juan entre el 2012 y 2013. Con los St. John's Red Storm, Bedoya jugó 36 encuentros y registró 3 goles y 5 asistencias.
Ya en 2014, Bedoya jugó para los New York Red Bulls Sub-23 en la National Premier Soccer League. Ese año junto al club ganó la final de la NPSL de 2014. Además jugó con el equipo en la U.S. Open Cup.

### Profesional
Fichó por el New York Red Bulls II el 3 de abril de 2015. Debutó profesionalmente el 12 de abril de 2015 ante el Wilmington Hammerheads FC. El 18 de julio de 2015 anotó su primer gol profesional en la victoria por 2-0 sobre el Harrisburg City Islanders. Bedoya anotó un gol y dio una asistencia en la victoria por 4-2 al Pittsburg Riverhounds, en los play offs de la USL 2015.
En 2017, Bedoya fichó por el Long Island Rough Riders de la Premier Development League. Con el club jugó 21 encuentros y anotó cuatro goles. 
El 9 de agosto de 2018, Bedoya fichó por el New York City FC de la MLS.
El New York City no renovó el contrato del jugador al término de la temporada 2019, y Daniel fichó por el Club Atlético Pantoja de la Liga Dominicana de Fútbol.
El 20 de agosto de 2020 regresó a los Estados Unidos, y fichó por el New Amsterdam FC de la National Independent Soccer Association.

## Clubes
| Club                     | País                 | Año           |
| ------------------------ | -------------------- | ------------- |
| St. John's Red Storm     | Estados Unidos       | 2012-2013     |
| New York Red Bulls U-23  | Estados Unidos       | 2014          |
| New York Red Bulls II    | Estados Unidos       | 2015          |
| Long Island Rough Riders | Estados Unidos       | 2017-2018     |
| New York City FC         | Estados Unidos       | 2018-2019     |
| Club Atlético Pantoja    | República Dominicana | 2019-2020     |
| New Amsterdam FC         | Estados Unidos       | 2020          |
| FC Tucson                | Estados Unidos       | 2021-2023     |
| Albion SD                | Estados Unidos       | 2023-presente |